# Fenulaiago
Fenulaiago (Fenualago) ist eine kleine Riffinsel im Riffsaum des Atolls Nukulaelae im Inselstaat Tuvalu.

## Geographie
Fenulaiago ist nur durch einen schmalen Kanal von dem benachbarten, größeren Niuoko getrennt und beinahe mit den beiden benachbarten Inselchen Motualama und Teafuafatu zusammengewachsen. Zusammen mit Aula, Temotutafa, Temotuloto und Teafatule bildet sie den südlichen Riffsaum des Atolls. Nach Norden schließt sich Tumiloto an und im Süden Niuoko.